# Laurie Simpson
Laurie Tamara Simpson Rivera (San Juan, 26 d'octubre de 1969) és una actriu, model i reina de la bellesa porto-riquenya d'ascendència irlandesa.
Va ser finalista de Miss Puerto Rico el 1986. Al no celebrar-se el concurs el 1987 va ser triada per representar al seu país en Miss Univers 1987, concurs en el qual va quedar en quarta posició. Aquest mateix any va guanyar Miss Internacional 1987 a Tòquio, per davant de Muriel Jane Georges Rens de Bèlgica i Rosa Isela Fuentes Chávez de Mèxic. El 1991 va guanyar el concurs Nuestra Belleza.
A Colòmbia va protagonitzar la telenovel·la Julius amb Omar Fierro. Va començar una carrera de cantant pop a mitjan anys 1990 amb EMI France. En el seu període a París també va treballar com a actriu en pel·lícules i sèries televisives. Posteriorment es va traslladar amb la seua família a Suïssa.